# Papa Vítor III
O Papa Vítor III, nascido Dauferio de Fausi (Benevento, c. 1026 — Monte Cassino, 16 de setembro de 1087), foi um monge beneditino. Exerceu o seu pontificado de 24 de maio de 1086 até a data da sua morte.

## Biografia
Nasceu em 1026/1027, em Benevento, filho do príncipe Landolfo V de Benevento,o qual foi morto pelos normandos. Nada se sabe sobre sua mãe. Sua bisavó paterna, Bella, era freira em S. Pietro, Benevento. Seu nome original era Dauferi ou Dauferio; e seu nome beneditino Desiderius. Ele também é listado como Dauferius Epifani.
Inicialmente, ele viveu como um eremita; então, entrou na Ordem de São Bento no mosteiro de S. Sofia em Benevento, quando tinha 20 anos. Após um encontro com o Papa Vítor II, Desidério passou para o mosteiro de Montecassino em 1055. Prior em Cápua. Eleito abade do mosteiro de Montecassino em 19 de abril de 1058, como sucessor do Papa Estêvão IX. Nomeado legado em Constantinopla com o Cardeal Ètienne; eles só chegaram a Bari em sua jornada para Constantinopla devido à morte do Papa e da eleição do Papa Nicolau II. Desidério conheceu o novo papa em 21 de fevereiro de 1059 em Farfa e o acompanhou até Osimo.
Criado cardeal-presbítero de S. Cecília no consistório de 6 de março de 1059. Abençoado como abade de Osimo pelo Papa Nicolau II no domingo seguinte; em 14 de março, tomou posse de seu título; em 18 de março, o papa lhe concedeu vários direitos e privilégios. Em 21 de março de 1059, retornou a Montecassino, mas logo voltou a Roma para participar do Sínodo de Latrão; naquele sínodo, o decreto sobre as eleições papais, In Nomine Domini, foi emitido. Nomeado vigário papal para os mosteiros no sul da Itália. Em maio de 1059, ele escreveu uma carta ao clero de Amalfi. Em 24 de junho de 1059, ele estava com o papa em Montecassino; e em 23 de agosto, em Melfi. No verão de 1059, ele negociou a paz entre os normandos e o papado. Assinou bulas papais emitidas em 16 e 20 de janeiro de 1060, em Florença, onde ele estava com o papa; ele acompanhou o pontífice a Roma. Em junho de 1061, ele estava em S. Germano, onde emitiu um documento em favor do conde Marino e sua esposa Oddolana.
Quando o papa Nicolau II morreu em Florença em 27 de julho de 1061, a confusão se desenvolveu em Roma a respeito de sua sucessão. O partido do cardeal Hildebrando pediu ajuda aos normandos, como havia sido acordado com os duques normandos em 1059 para tal caso. Riccardo de Cápua apareceu em Roma na companhia do Cardeal Desidério. Com a ajuda dos normandos, o partido conseguiu selecionar seu candidato (o Bispo Anselmo da Baggio de Lucca, não um cardeal) e entronizá-lo como Papa Alexandre II. Em 24 de maio de 1064, ele é mencionado em uma escritura de doação do Conde Ottaviano de Tusculum. O cardeal assinou uma bula papal emitida em maio de 1065 e participou do Sínodo de Latrão no mesmo mês. Ele aparece em uma escritura da nobre Bonina, datada de 17 de abril de 1066; e em um documento de Pietro, conde de Tusculum, de 26 de dezembro do mesmo ano. Após uma viagem ao sul da Itália que o levou às Ilhas Tremiti, em 1069, ele foi nomeado legado do mosteiro de Subiaco em 1069. Desidério liderou a celebração da consagração da nova igreja de Montecassino pelo Papa Alexandre II em 1º de outubro de 1071. Em 12 de agosto de 1073, ele estava na comitiva papal em Benevento. Em 1076, negociou um acordo entre o papa e Gisulfo, príncipe de Salerno. Em outubro de 1079, ele estava com o papa em S. Germano. Em junho de 1080, ele reconciliou o papa com Robert Guiscard, o duque normando de Apúlia. Ele assinou as bulas papais emitidas em abril de 1081. Em 1º de dezembro de 1081, participou do Sínodo de Dragonara (Dracônia). Em 1082, negociou com Henrique IV em Albano e recebeu um privilégio do monarca; isso prejudicou as relações entre o cardeal e o papa.
Em 1083, Desidério caiu em desgraça com o Papa Gregório VII por tentar reconciliá-lo com o Rei Henrique IV; o cardeal também ofereceu ao monarca fazer o que ele honrosamente pudesse fazer para ajudá-lo a se tornar imperador; o cardeal e o pontífice mais tarde se reconciliaram. Em 3 de dezembro de 1082, ele estava em S. Maria in Pallaria, Roma, para a celebração de um julgamento de água fria (iudicium aquæ frigidæ), em favor do Imperador Henrique IV, que fracassou. Em 1084, ele recebeu o papa em Montecassino, enquanto o pontífice estava fugindo de Roma. Em 1085, ele resolveu uma disputa entre Roffrid I de Benevento e Alfano I de Salerno, que durava desde 1076. Em 8 de junho de 1085, ele estava em Cápua. Estava presente na morte do Papa Gregório VII em Salerno. Na época de sua eleição para o papado, ele era o cardeal arcipreste.
Eleito papa em 24 de maio de 1086, na diaconia de Santa Lucia in Septisolio, Roma. Tomou o nome de Vítor III. Quatro dias após sua eleição, não querendo responder com força à hostilidade do prefeito imperial de Roma, Vítor deixou de lado suas insígnias pontifícias e se retirou para Montecassino. Após uma resistência prolongada para aceitar o papado, ele cedeu finalmente em 21 de março de 1087 durante o Sínodo de Cápua. Foi consagrado na basílica de São Pedro em 9 de maio de 1087, pelo cardeal decano Eudes de Lagery, OSBClun., bispo de Ostia e administrador de Velletri, assistido por Giovanni, bispo do Porto, por Pietro Igneo Aldobrandini, OSBVall., bispo de Albano e por Giovanni Minuto, bispo de Labico (Frascati).
O papa adoeceu ao celebrar a primeira missa após sua consagração e permaneceu com a saúde debilitada durante seu breve pontificado. Ele criou um cardeal em um consistório. É considerado o maior abade de Montecassino depois de seu fundador; ele reconstruiu a abadia; expandiu sua propriedade e biblioteca; promoveu a cultura e as artes; e estabeleceu uma fábrica de mosaicos. Também escreveu um tratado sobre os milagres de São Bento. Dizem que ele foi medicinceperitissimus.
Vítor III faleceu em 16 de setembro de 1087, no mosteiro de Montecassino. Enterrado no túmulo que ele havia preparado para si na casa capitular de Montecassino. No século XVI, seu corpo foi removido para a igreja; foi novamente transladado em 1890.

Seu culto como beato parece ter começado não depois do pontificado do Papa Anastácio IV (1153-1154). Em 1727, o abade de Monte Cassino obteve do Papa Bento XIII permissão para manter sua festa. Seu antigo culto como beato foi novamente confirmado pelo Papa Leão XIII em 23 de setembro de 1887; e sua festa foi fixada no Martirológio Romano em 16 de setembro; e em 16 de outubro no Roman Proper.